# Novosvobodnajacultuur

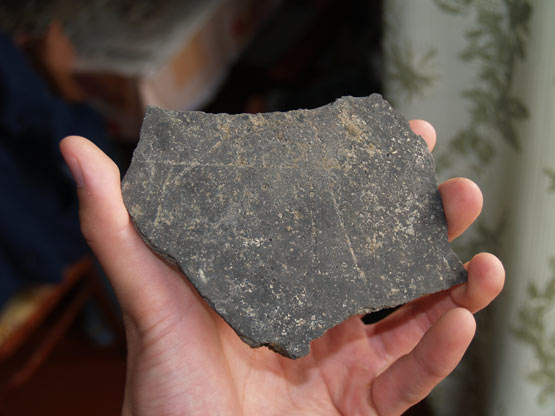
decoraties op een aardewerkscherf

De Novosvobodnajacultuur (Russisch: Новосвободненская культура, Novosvobodnenskaja koeltoera, in het Engels vaak foutief Novosvobodna culture) is een archeologische cultuur van de vroege bronstijd in de uitlopers van de noordwestelijke Kaukasus (3500-3100 v.Chr.) Ze is vernoemd naar de megalithische graven die in 1898 door Nikolaj Veselovski werden opgegraven nabij de stanitsa Tsarskoj, nu Novosvobodnaja in Adygea.

## Geschiedenis van het onderzoek
Lange tijd werden de graven van Novosvobodnaja beschouwd als behorende tot een laat stadium van de Majkopcultuur. De Brits-Australische archeoloog Gordon Childe (1952) wees op het verband tussen het aardewerk van Novosvobodnaja en het aardewerk van de kogelamforacultuur van Midden-Europa. 
De archeologen N.A. Nikolajeva en Vladimir Safronov onderscheidden als eersten de sites van Novosvobodnaja van de Majkopcultuur en definieerden ze als een afzonderlijke archeologische cultuur, geassocieerd met de groep van trechterbeker-, touwbeker- en kogelamforaculturen van Midden-Europa. Aleksej Rezepkin, die de opgravingen op de stanitsa Novosvobodnaja leidde, merkte ook de overeenkomst op van het aardewerk van Novosvobodnaja met de keramiek van de Noord-Europese trechterbekercultuur, maar in tegenstelling tot Childe dateerde Rezepkin ze aan het einde van het 6e millennium v.Chr. Volgens Rezepkin waren de belangrijkste onderscheidende kenmerken als onafhankelijke cultuur de megalithische graven, zwart gepolijst aardewerk, en bronzen voorwerpen (bijlen, dolken, speren), die verschillen van de meer archaïsche voorwerpen van de Majkopcultuur. De parelsteekversieringen op bijlen, maar ook op bronzen en aardewerken vaatwerk, zijn afwezig bij de Majkopcultuur. De hypothese werd aanvaard en uitgebreid door andere geleerden zoals Aleksandr Gej, die een "steppe-Novosvobodnajacultuur" onderscheidde. Volgens Rezepkin was het verschil tussen de Novosvobodnaja- en Majkopculturen dat de Novosvobodnajacultuur in een vroeg stadium onmiskenbaar westelijke verwantschappen toont, terwijl de Majkopcultuur alleen naar culturen uit Zuidwest-Azië verwijst. Sommige archeologen, waaronder Sergej Korenevski, houden vast aan de hypothese van het bestaan van een Majkop- Novosvobodnaja-gemeenschap, inclusief daarin als lokale varianten een aantal sites als de nederzetting Galjoegajevskaja.
Meer recent zijn de opgravingen nabij Novosvobodnaja voortgezet door Viktor Trifonov van het Instituut voor de Geschiedenis van de Materiële Cultuur van de Russische Academie van Wetenschappen,  en Natalja Sjisjlina van het Nationaal Historisch Museum te Moskou.

## Paleogenetica
Een volledige DNA-sequencing werd uitgevoerd van het mitochondriale genoom van een vertegenwoordiger van de Novosvobodnajacultuur uit de Klady-begraafplaats, ca. 3.500 v.Chr. Tegelijkertijd werd de mitochondriale haplogroep V7 bepaald, wat wijst op een mogelijk verband tussen de Novosvobodnajacultuur en de trechterbekercultuur. Een andere mogelijke begravene van de Novosvobodnajacultuur, echter zonder grafgiften, bezat de mitochondriale haplogroep T2b.